# Vanessa terpsichore
Vanessa terpsichore é uma borboleta da família Nymphalidae. É encontrado no Chile.